# Анигозантос
Анигозантос, или Кенгуровая лапка (лат. Anigozanthos) — род травянистых многолетних растений из порядка Коммелиноцветные. Биологическое название растения происходит от греческого ‘anises’ — неровный и ‘anthos’ — цветок, и указывает на способность кончиков цветка делиться на шесть неравных частей.
Отдалённый вид, ранее известный как анигозантос грязно-бурый (Anigozanthos fuliginosus) был выделен в отдельный монотипный род — Macropidia fuliginosa.
Используется как декоративное растение.

## Виды

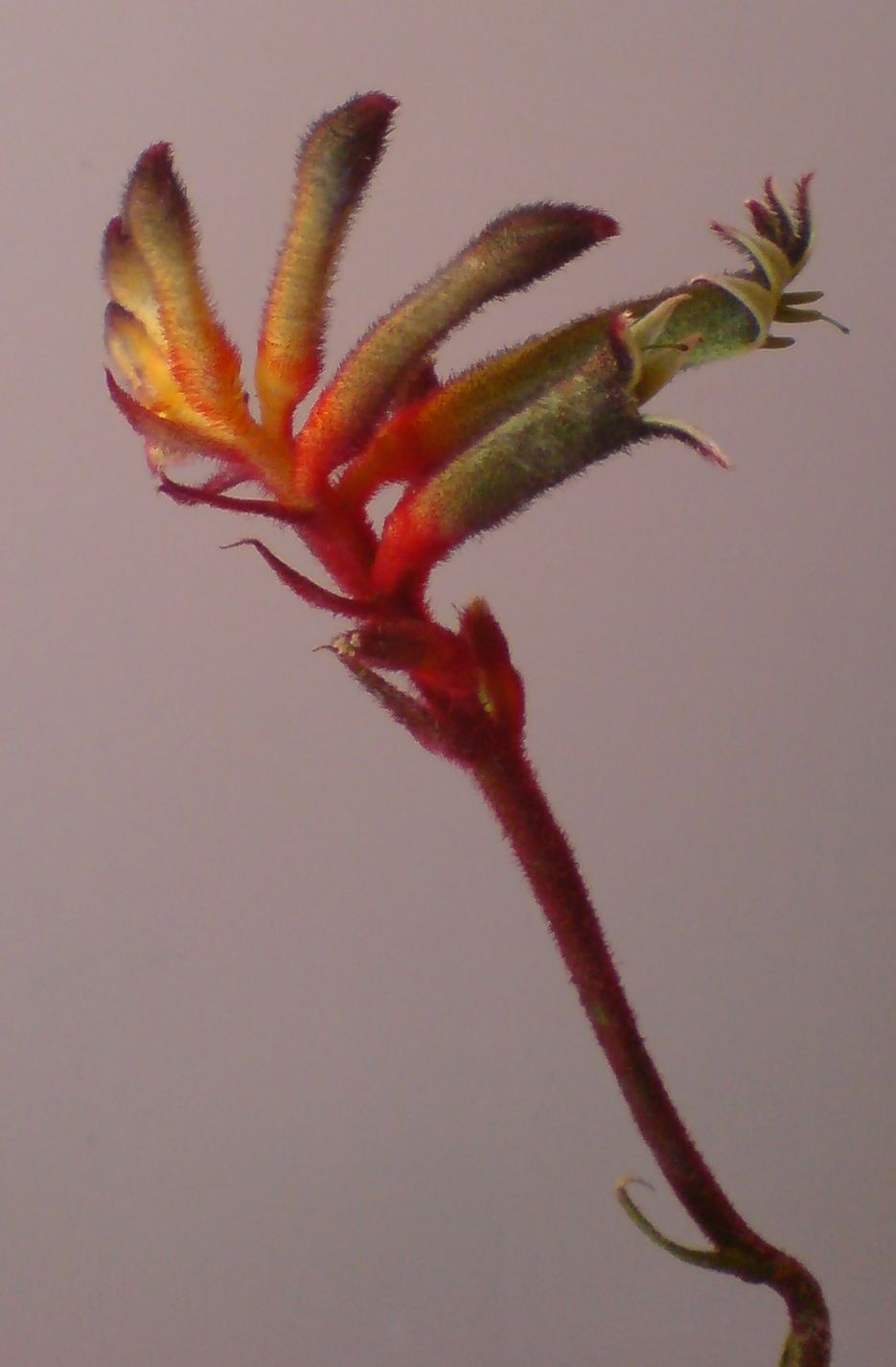
Кенгуровые лапки

В роду 11 видов, все произрастают на территории Австралии.
- Anigozanthos bicolor Endl. — Анигозантос двуцветный
  - Anigozanthos bicolor subsp. bicolor
  - Anigozanthos bicolor subsp. decrescens
  - Anigozanthos bicolor subsp. exstans
  - Anigozanthos bicolor subsp. minor
- Anigozanthos flavidus DC. — Анигозантос желтоватый
- Anigozanthos gabrielae Domin
- Anigozanthos humilis Lindl. — Анигозантос низкий, или Кошачья лапка
  - Anigozanthos humilis subsp. chrysanthus
  - Anigozanthos humilis subsp. grandis
- Anigozanthos kalbarriensis Hopper
- Anigozanthos manglesii D. Don — Анигозантос Манглеза
  - Anigozanthos manglesii subsp. manglesii
  - Anigozanthos manglesii subsp. quadrans
- Anigozanthos onycis A.S. George
- Anigozanthos preissii Endl.
- Anigozanthos pulcherrimus Hook. — Анигозантос хорошенький

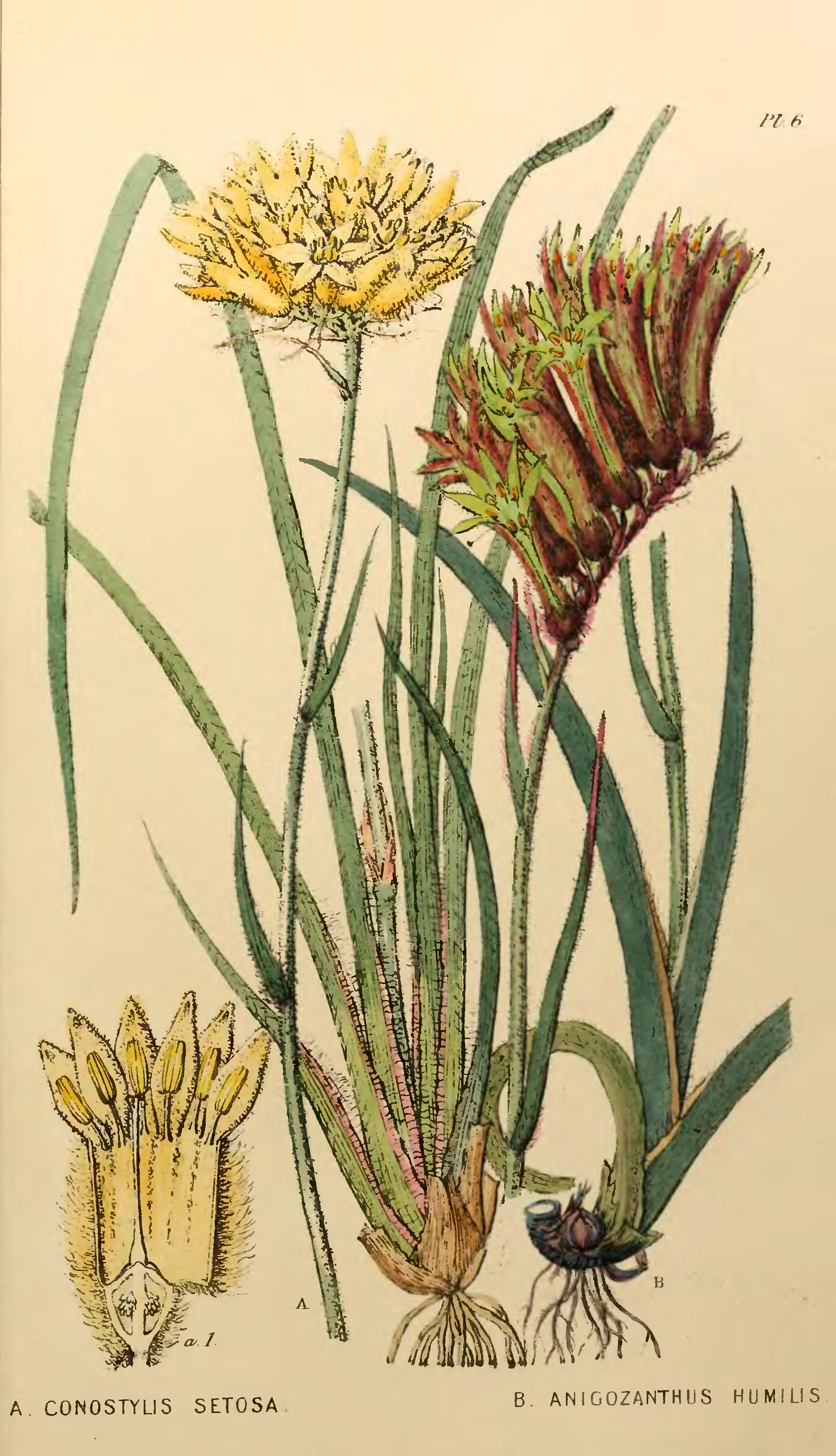
Anigozanthos humilis Ботаническая иллюстрация из книги Джона Линдли A sketch of the vegetation of the Swan River Colony, 1839

- Anigozanthos rufus Labill. — Анигозантос рыжий
- Anigozanthos viridis Endl. — Анигозантос зеленый
  - Anigozanthos viridis subsp. terraspectans
  - Anigozanthos viridis subsp. metallica

## Ботаническое описание
Многолетнее травянистое растение, высотой до 2 метров. Корневища короткие, горизонтальные, мясистые или ломкие.
Листья светлые, оливковые или средне-зеленые, двурядные, мечевидные, с влагалищным основанием. Пластинка листа обычно сжата с боков, как у ирисов. Листья образуют приземную розетку, из которой выходит облиственный стебель, несущий слабо развитые стеблевые листья, иногда редуцированные до чешуек, и заканчивающийся соцветием.
Цветки от чёрных до жёлтых, розовых или зеленоватых, продолговатые, длиной 2—6 см, собраны в кисти или метёлки, длиной от 3 до 15 см. Края цветов загнутые и напоминают лапки кенгуру, откуда и произошло народное название этого растения.

## Интересные факты
Анигозантос Менглза (Anigozanthos manglesii) — эндемик Юго-Западной Австралии. В 1960 году он стал ботанической эмблемой штата Западная Австралия.